# ウッズフォード
ウッズフォード（英語: Woodsford）は、イングランドのドーセット州の州都であるドーチェスターの西の約4マイル (6.4 km)のところを流れるフロム川の側にある村、および行政教区である。2013年半ばでのドーセット州議会の調査による教区の人口は80名となっている。

## 荘園
1086年発行のドゥームズデイ・ブックによれば、ウェアデスフォード（Waredesford）と呼ばれる荘園として記録されており、18世紀の歴史家であるジョン・ハッチンズはフロム川の代替名であるヴァリアを横切る浅瀬を意味するものと解釈している。最近ではウェアードという名の男性が所有する浅瀬のことではないかとする説が浮上している。そのような経緯から、2件の保有資産はイースト・ウッズフォード（現在の村）、およびウェスト・ウッズフォード（現在のウッズフォード城）に相当するものとして記録された。
ウッズフォード城は14世紀の要塞化されたマナー・ハウスの存続領域である。1335年、イングランド王のエドワード3世はウィリアム・デ・ホワイトフィールドに銃眼を設置することを認可した。この邸宅はドーセット州で最も大きな藁ぶき屋根から成っており、英国の建築物保護団体であるランドマーク・トラストによって修復されている。なお、この邸宅はイングランドの第一級指定建築物に指定されている。

## 教区教会
聖ヨハネ教区教会は13世紀に建造されたが、1862年から1863年にかけてゴシック・リヴァイヴァル建築家であるトーマス・ヘンリー・ワイアットによる設計で大改造された。13世紀の教会建築の名残としては、西側にある塔の下方部分、南の屋根付き玄関の西側にある会衆席の南側にある初期の英国ゴシック建築様式の塔などがある。この小教区はティンクルトン行政教区にあるモルトン村、ウッズフォード村、およびクロスウェイズ村の聖職禄の一部となっている。

## 経済上の歴史
ウッズフォードにあるフロム渓谷はかつては水牧草地の装置だった。

## 人口統計学
2013年半ばのドーセット州議会の調査における行政教区の人口は80名と推定されている。2001年に行われたイギリス国勢調査では67名であった。なお、2011年のイギリス国勢調査ではティンクルトン行政教区、および隣接するウッズフォード行政教区との人口が統合され、この地域の人口は236名であった。